# Танцовщица (фильм, 1951)
«Танцо́вщица» (яп. 舞姫: майхимэ) — японский чёрно-белый кинофильм в жанре семейной драмы, поставленный режиссёром Микио Нарусэ в 1951 году. Экранизация новеллы известного прозаика Ясунари Кавабаты.

## Сюжет
Действие фильма разворачивается в послевоенном Токио. Героиня фильма, Намико Яги разрывается между своей старой любовью к другу юности Такэхаре и долгом по отношению к супругу, с которым у неё давно разладились отношения. Двое её детей, рождённых в браке с Мотоо Яги, дочь Синако и сын Такао, пытаются каждый как может примирить родителей, при этом сын принимает сторону отца и по его просьбе следит за матерью, докладывая ему об её встречах с Такэхарой. Дочь же, наоборот, более близка к матери, хотя и заявляет, что в случае ухода той из семьи, она останется с отцом. Мать является владелицей танцевальной студии, где даёт уроки классического балета группе учениц, среди которых обучает и свою дочь Синако. После премьеры в театре «Лебединого озера», балета П. И. Чайковского, где главную партию исполняет Синако, мать принимает решение не уезжать с Такэхарой, как они заранее условились, а остаётся в семье.

## В ролях
- Миэко Такаминэ — Намико Яги
- Со Ямамура — Мотоо Яги
- Хироси Нихонъянаги — Такэхара
- Акихико Катаяма — Такао Яги
- Марико Окада — Синако Яги
- Исао Кимура — Нодзу
- Бонтаро Миякэ — Нумата
- Рэйко Отани — Томоко
- Хэйхатиро Окава — Кояма
- Садако Савамура — Мицуэ

## Премьеры
- Япония — национальная премьера фильма состоялась 17 августа 1951 года[1].